# Bernhard Lichtenberg

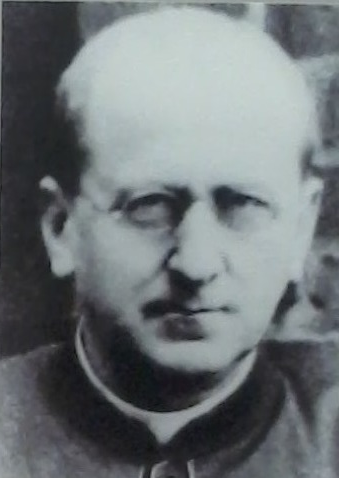
Bernhard Lichtenberg

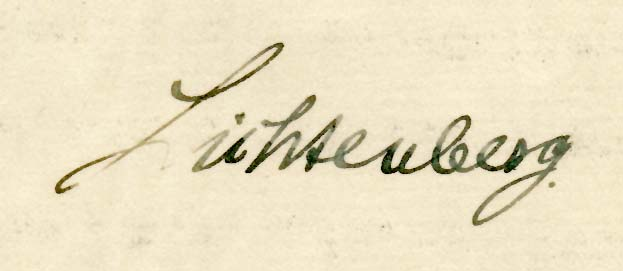
Unterschrift

Bernhard Lichtenberg (* 3. Dezember 1875 in Ohlau in Kreis Ohlau, Provinz Schlesien; † 5. November 1943 in Hof) war ein deutscher Priester und Berliner Dompropst, der während der nationalsozialistischen Diktatur öffentlich für die Verfolgten eintrat. Er wird in der römisch-katholischen Kirche als Märtyrer und Seliger verehrt. Bernhard Lichtenberg zählt zu den Gerechten unter den Völkern in Yad Vashem.

## Leben
Bernhard Lichtenberg war der zweitälteste Sohn des Kaufmanns August Lichtenberg. Von 1895 bis 1898 studierte er Katholische Theologie an der Universität Innsbruck und später in Breslau, wo er am 21. Juni 1899 zum Priester geweiht wurde. Als Neupriester war Lichtenberg zunächst in Neiße tätig.

### Seelsorger in Berlin
Schon im Folgejahr versetzte ihn der Breslauer Kardinal Georg von Kopp nach Berlin. Berlin war bis 1930 noch kein Bistum, sondern gehörte als Delegaturbezirk Brandenburg und Pommern zum Bistum Breslau. Berlin war – aus katholischer Sicht – Diaspora und „Missionsland“. Deshalb pflegte Kardinal Georg Kopp viele der besten seiner jungen Priester dort einzusetzen. In Berlin wirkte Bernhard Lichtenberg von 1900 bis zu seiner Verhaftung 1941 als Kaplan, Kurat und schließlich als Pfarrer.
Zunächst war Bernhard Lichtenberg Kaplan in St. Mauritius in Berlin-Lichtenberg. 1905 wurde der junge Priester erster Kuratus der neuen Pfarrkuratie Zum Guten Hirten in Karlshorst-Friedrichsfelde. Es folgten von 1910 bis 1913 die Stelle als Kuratus in der Kirche St. Georg in Pankow und von 1913 bis 1930 Pfarrer der Herz-Jesu-Gemeinde in Charlottenburg. Während des Ersten Weltkriegs arbeitete er als Militärgeistlicher bei dem in Charlottenburg stationierten Garde-Grenadier-Regiment Nr. 3. Er erhielt die Verdienstmedaille des Roten Kreuzes. 1930 wurde das Bistum Berlin gegründet, als Domkapitular beriet Lichtenberg den neu eingesetzten Bischof Christian Schreiber. 1932 wurde Lichtenberg zum Dompfarrer an der St.-Hedwigs-Kathedrale berufen und 1938 zum Dompropst der Kathedrale ernannt.
Lichtenberg vertrat die Lehre der Kirche stets auch in der Politik. Von 1919 bis 1920, als Charlottenburg nach Berlin eingemeindet wurde, saß er für die Zentrumspartei im Charlottenburger Stadtparlament, ab 1920 bis 1933 war er Bezirksabgeordneter in Charlottenburg.

### Widerstand gegen die Nationalsozialisten
Bereits 1931 hetzte Joseph Goebbels, seit 1926 Gauleiter der NSDAP für Groß-Berlin und seit 1930 Reichspropagandaleiter, gegen Lichtenberg, da dieser zum Besuch des Anti-Kriegsfilms Im Westen nichts Neues nach dem Roman von Erich Maria Remarque aufgerufen hatte. 1933 durchsuchte die Geheime Staatspolizei erstmals Lichtenbergs Wohnung.
Dompropst Lichtenberg ließ sich jedoch nicht einschüchtern. Als ihm der ehemalige Abgeordnete und Geschäftsführer der SPD-Fraktion im preußischen Landtag, Jürgen Jürgensen, 1935 einen Bericht über die Zustände im KZ Esterwegen übermittelte und von den schweren Misshandlungen Gefangener – wie Heinrich Hirtsiefer (von 1921 bis 1932 preußischer Minister für Volkswohlfahrt und stellvertretender Ministerpräsident) oder Ernst Heilmann (bis 1933 Fraktionsvorsitzender der SPD im preußischen Landtag) – berichtete, protestierte Bernhard Lichtenberg in einer Beschwerdeschrift. Erst nach zwei Erinnerungsschreiben erhielt Lichtenberg eine briefliche Antwort von Werner Best als stellvertretender Leiter der Gestapo und eine Stellungnahme des Leiters des KZ Esterwegen, Theodor Eicke. Diese Schreiben offenbarten in deutlicher Form das Ende des Rechtsstaats. In der Folge wurde Lichtenberg wegen „Verbreitung von Greuelpropaganda“ im Gebäude der Gestapo verhört und misshandelt, um die Quelle seiner Informationen zu erfahren. Er gab diese jedoch nicht preis.

### Gebet für die Verfolgten, Verhaftung und Prozess
Nach den staatlich gelenkten öffentlichen Ausschreitungen gegen Juden und Christen jüdischer Abstammung in den Novemberpogromen 1938 betete Lichtenberg jeden Sonntag öffentlich für die Verfolgten, gleich welchen Glaubens. 1941 protestierte Lichtenberg in einem Brief an Reichsgesundheitsführer Leonardo Conti gegen die systematische Ermordung unheilbar Kranker und geistig oder körperlich Behinderter („Euthanasieprogramm“), die der Münsteraner Bischof Clemens August Graf von Galen der Öffentlichkeit bekanntgemacht hatte.
Aufgrund einer Denunziation wurde Lichtenberg am 23. Oktober 1941 durch die Geheime Staatspolizei festgenommen. Bei der Festnahme fand man eine vorbereitete Kanzelvermeldung, in der die Gemeinde aufgefordert wurde, einem anonym verbreiteten Flugblatt an die Berliner, das jedwede Unterstützung von Juden als „Verrat am eigenen Volk“ bezeichnete, keinen Glauben zu schenken und nach dem Gebot Jesu Christi zu handeln. Darin bezeichnete Lichtenberg das Flugblatt als „Hetzblatt“. Im Hinblick auf frühere Gebete für Verfolgte genügte dies dem Sondergericht Berlin I, Lichtenberg am 22. Mai 1942 wegen „Kanzelmissbrauchs“ und Vergehen gegen das Heimtückegesetz zu einer zweijährigen Haftstrafe unter Anrechnung der Untersuchungshaft zu verurteilen. Diese verbüßte er zuerst im Strafgefängnis Tegel und später im Durchgangslager Berlin-Wuhlheide. Nach der Abbüßung wurde Lichtenberg im Spätherbst 1943 nicht entlassen, sondern unmittelbar in „Schutzhaft“ genommen. Das Reichssicherheitshauptamt (RSHA) verfügte die Einweisung in ein Konzentrationslager.

### Tod und Beisetzung
Auf dem Transport in das Konzentrationslager Dachau machte der Zug am 3. November einen Zwischenstopp in der Stadt Hof. 200 Gefangene, darunter Bernhard Lichtenberg, wurden mit Lastwagen in ein Gefängnis gebracht. Der Gefängnisleiter wurde auf Bernhard Lichtenberg aufmerksam und sorgte dafür, dass der schwer herz- und nierenkranke Geistliche am 4. November in das städtische Krankenhaus in Hof überwiesen wurde, wo er noch am selben Tag durch den Hofer Stadtpfarrer Prälat Michael Gehringer die Krankensalbung empfing. Am 5. November 1943 starb Lichtenberg gegen 18 Uhr.
Die Hofer Polizei gab den Leichnam frei, bevor die Gestapo eingreifen konnte. Die sterblichen Überreste wurden am 11. November nach Berlin gebracht und am 16. November unter großer Anteilnahme der Bevölkerung in einer Prozession von der Kirche St. Sebastian zum alten Domfriedhof der St.-Hedwigs-Gemeinde in die Liesenstraße getragen und dort beerdigt. Später sollten die Gebeine von Bernhard Lichtenberg in einen Sarkophag in der Krypta der 1963 geweihten Gedenkkirche Maria Regina Martyrum in Berlin-Charlottenburg Nord umgebettet werden. Die DDR-Behörden verweigerten jedoch die Überführung nach West-Berlin. Die Gebeine Lichtenbergs wurden daraufhin 1965 in der Unterkirche der in Ost-Berlin gelegenen St.-Hedwigs-Kathedrale beigesetzt. Am 5. November 2018, dem 75. Todestag und liturgischen Gedenktag des 1996 seliggesprochenen Priesters, wurden die Reliquien im Rahmen der Feier eines Wallfahrtsgottesdienstes wegen Umbau und Grundsanierung der St.-Hedwigs-Kathedrale vorübergehend nach Maria Regina Martyrum überführt. Nach Wiedereröffnung der Kathedrale wurden die Gebeine Lichtenbergs am 29. November 2024 wieder nach St. Hedwig zurückgeführt.

## Seligsprechung und Heiligsprechungsprozess
Kardinal Alfred Bengsch ließ 1965 das Seligsprechungsverfahren für Bernhard Lichtenberg eröffnen. Papst Johannes Paul II. sprach Bernhard Lichtenberg am 23. Juni 1996 bei seinem Deutschlandbesuch zusammen mit Karl Leisner in Berlin selig. Der Gedenktag Bernhard Lichtenbergs ist der 5. November.
Im März 2012 setzte das Erzbistum Berlin den Leiter des Diözesanarchivs Berlin, Gotthard Klein, zum diözesanen Postulator des Heiligsprechungsverfahrens des seligen Bernhard Lichtenberg ein.

## Nachleben und Würdigungen

### „Gerechter unter den Völkern“
Die Verantwortlichen der israelischen Gedenkstätte Yad Vashem ehrten Lichtenberg wegen seines Einsatzes für verfolgte Juden postum mit der Auszeichnung als „Gerechten unter den Völkern“. Shimon Stein, Israels Botschafter in Deutschland, überreichte am 18. Mai 2005 Urkunde und Medaille für diese Auszeichnung in der Sankt-Hedwigs-Kathedrale dem damaligen Erzbischof von Berlin, Georg Kardinal Sterzinsky.

### Gedenkorte
- In der Gedenkstätte des früheren Konzentrationslagers Esterwegen wurde für Bernhard Lichtenberg wegen seines Einsatzes für die Gefangenen des Lagers ein Gedenkort eingerichtet.
- Am 5. November 1991 wurde im Foyer des neben der Hedwigskathedrale gelegenen Bernhard-Lichtenberg-Hauses eine von Klaus Backmund geschaffene Büste aufgestellt. Auf Anregung des Stadtpfarrers von Hof, Edmund Kräck, wurde 1992 eine Kopie dieser Büste vom damaligen Dompropst der Hedwigskathedrale, Otto Riedel, in der Hofer Marienkirche eingeweiht. Die Büste symbolisiert die Verbundenheit zwischen Wirkungs- und Sterbeort Lichtenbergs.
- Weil Lichtenberg sein seelsorgerisches Wirken in der Gemeinde Zum Guten Hirten in Berlin-Lichtenberg begann, wurden an der „Mutterkirche“ St. Mauritius, am Pfarrhaus in der Karlshorster Marienkirche, im Eingangsbereich der Kirche Zum Guten Hirten und in der Herz-Jesu-Kirche in Charlottenburg je eine Gedenktafel angebracht.

### Film, Martyrologium, Ausstellungen
Ein 1965 ausgestrahlter Fernsehfilm, der seinen Namen trägt, erzählte seine Geschichte.
Die katholische Kirche hat Dompropst Bernhard Lichtenberg im Jahr 1999 als Glaubenszeugen in das deutsche Martyrologium des 20. Jahrhunderts aufgenommen.
Der Bistumsarchivar Gotthard Klein erarbeitete zum 70. Todestag Lichtenbergs eine Ausstellung, die an verschiedenen Orten in der Erzdiözese besucht werden konnte.

### Bernhard Lichtenberg als Namensgeber

#### Kirchen und Pfarreien
- In Berlin-Tegel ist die katholische Kirche St. Bernhard, die das Patrozinium des heiligen Bernhard von Clairvaux trägt, auch dem Gedächtnis an Bernhard Lichtenberg gewidmet. Fresken in der Krypta, geschaffen 1959/1960 von Joachim Dammer, zeigen Szenen aus Lichtenbergs Widerstand. Ein Relief in der Kirche zeigt Bernhard Lichtenberg im Lehrgespräch mit Bernhard von Clairvaux.
- Mit der Genehmigung des Erzbischofs von Bamberg und des Bayerischen Staatsministeriums bilden die beiden Hofer Seelsorgebereiche St. Marien und St. Konrad seit dem 1. Juli 2017 die erste katholische Pfarrei, die den Namen Bernhard Lichtenbergs trägt.[17]
- Am 1. Januar 2021 ging aus der Fusion von vier Berliner Innenstadtpfarreien die neu gegründete katholische Pfarrei Pfarrei Bernhard Lichtenberg Berlin-Mitte hervor.[18]

#### Weitere Einrichtungen
- In Berlin-Spandau ist eine katholische Grundschule nach ihm benannt.
- Das Erzbistum Berlin richtete Ende der 1990er Jahre einen „Bernhard-Lichtenberg-Fonds“ ein, aus dessen Mitteln Migranten unterstützt werden, die unverschuldet in Not geraten sind.
- Auf die Initiative von Pfarrer Hans-Jürgen Wiedow hin entstand 2016/2017 neben der St.-Konrad-Kirche in Hof ein neues Pfarrzentrum-Bernhard-Lichtenberg.[19]

#### Straßen und Plätze
- In der Nähe der Hinrichtungsstätte Berlin-Plötzensee in Charlottenburg wurde 1962 die Bernhard-Lichtenberg-Straße angelegt.[20]
- Auch in Ost-Berlin wurde ihm 1974 eine weitere Bernhard-Lichtenberg-Straße im Prenzlauer Berg gewidmet.[21]
- Der Platz vor der JVA Tegel trägt seinen Namen.[22]
- Der Platz in der Hofer Altstadt vor der Stadtkirche St. Marien heißt seit 2013 Bernhard-Lichtenberg-Platz.
- In zahlreichen weiteren Orten Deutschlands, darunter in Leverkusen, wurden Straßen nach ihm benannt.

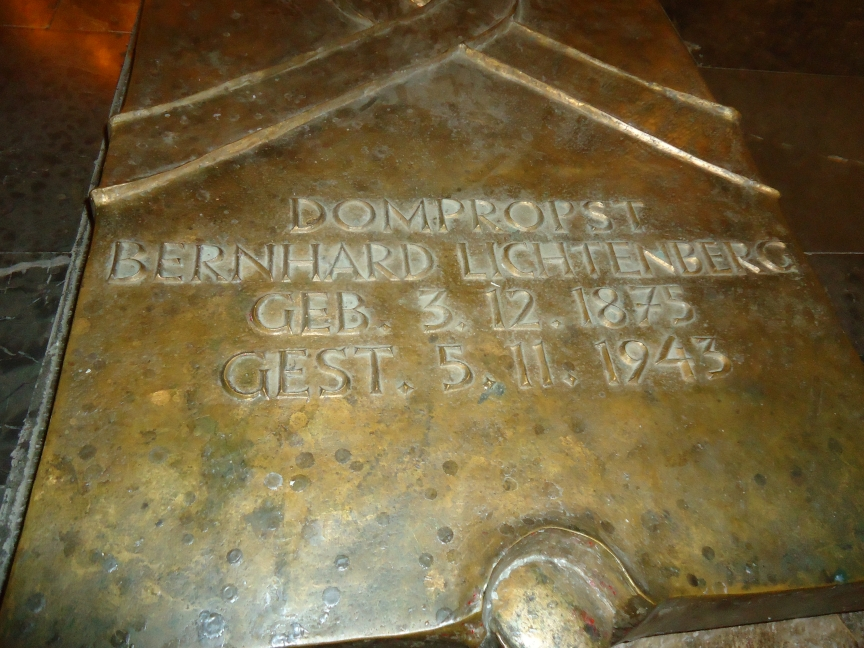
Lichtenbergs früheres Grab in der Unterkirche der St.-Hedwigs-Kathedrale, Berlin (2013)
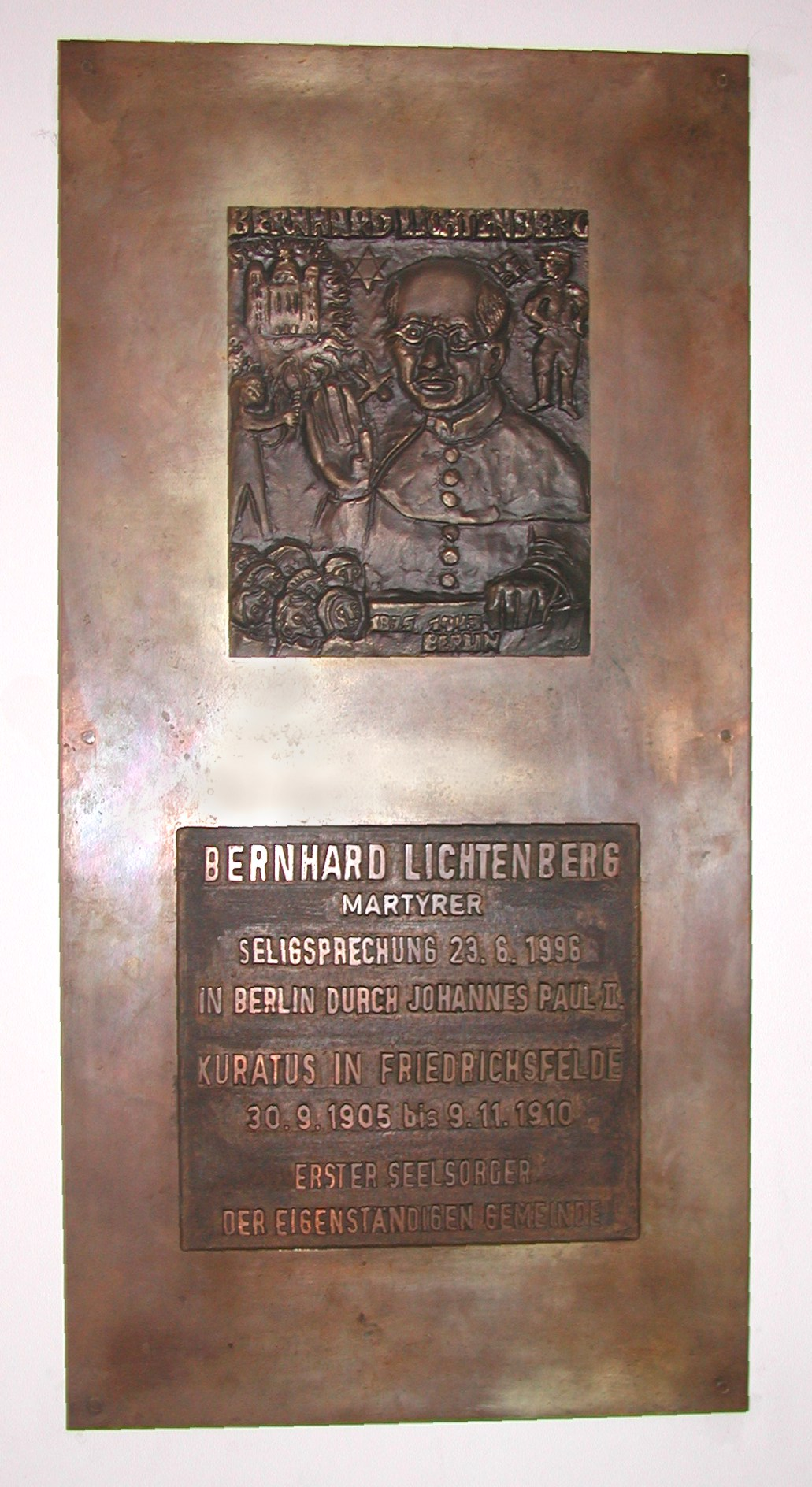
Gedenktafel an der Kirche Zum Guten Hirten in Berlin
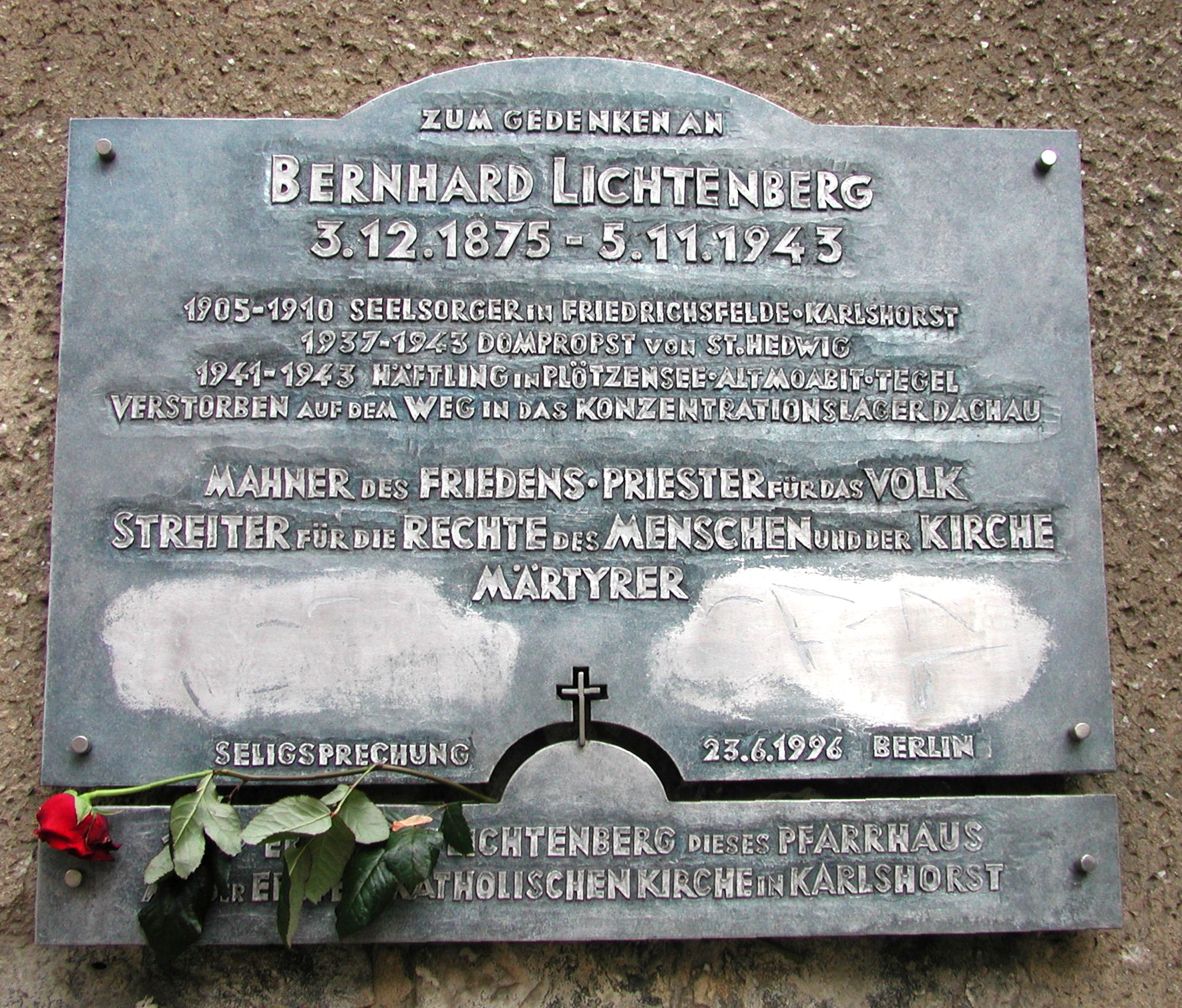
Gedenktafel in Berlin-Karlshorst
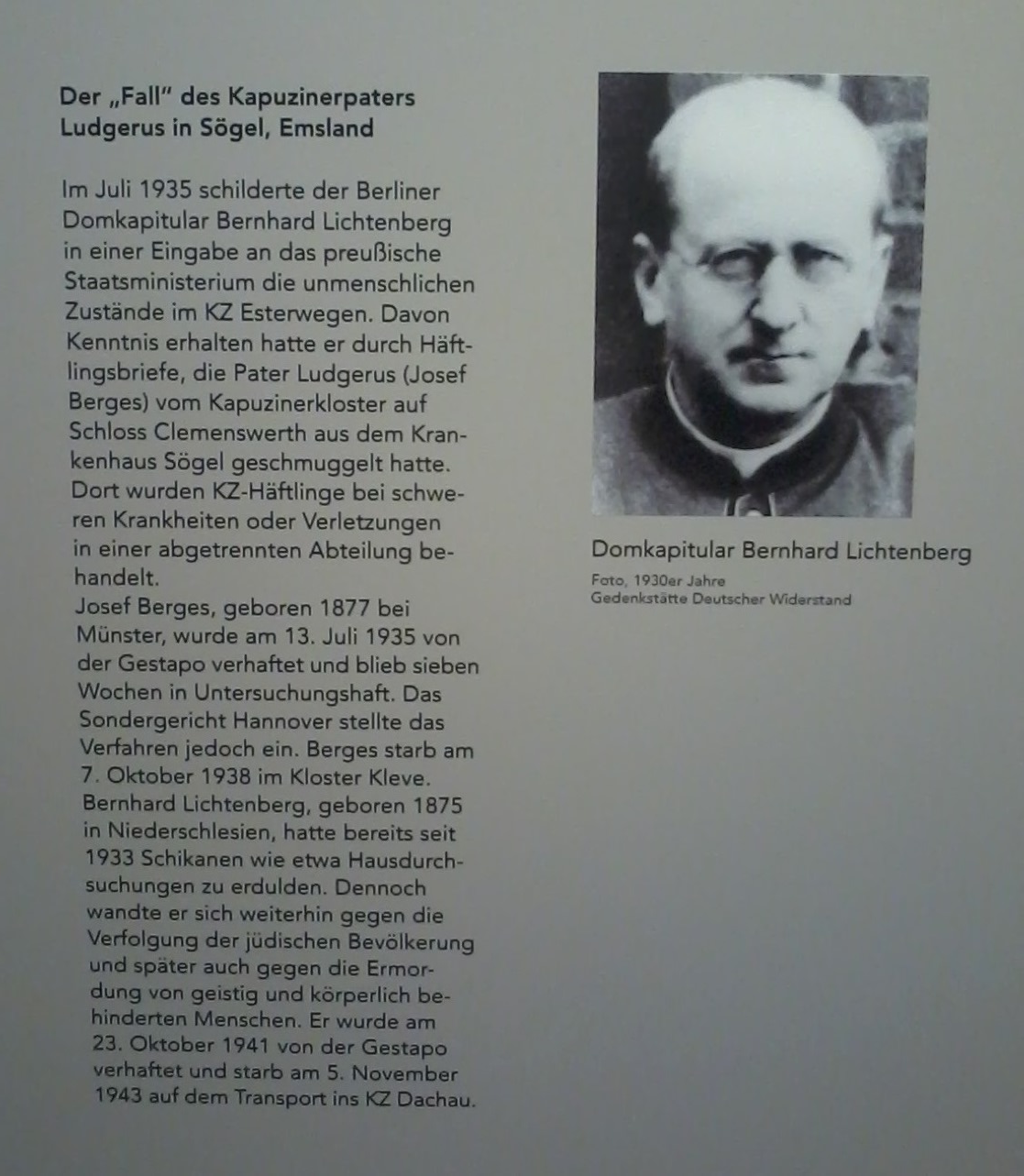
Gedenktafel in der Gedenkstätte Esterwegen
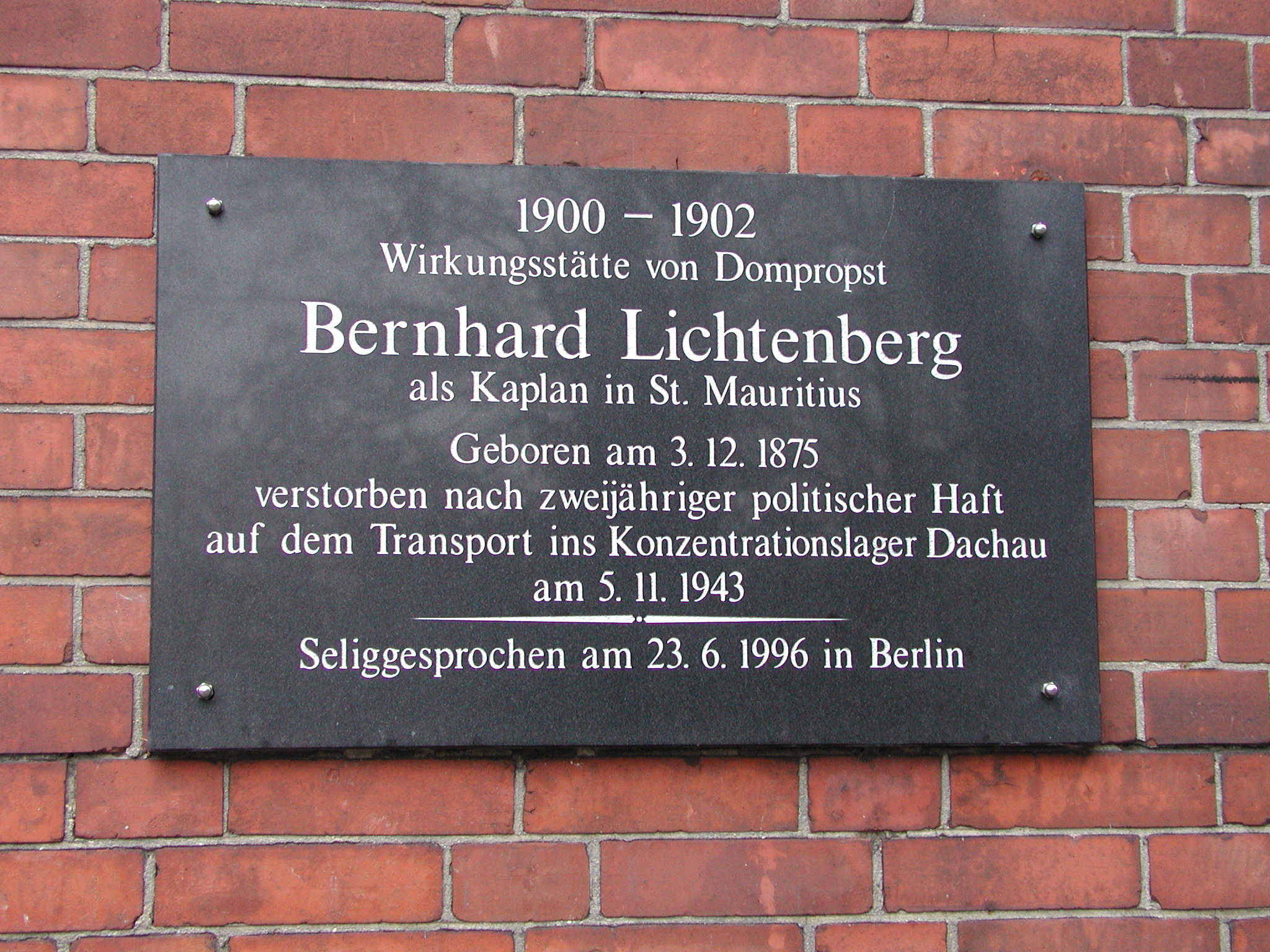
Gedenktafel an der Kirche St. Mauritius im Ortsteil Lichtenberg
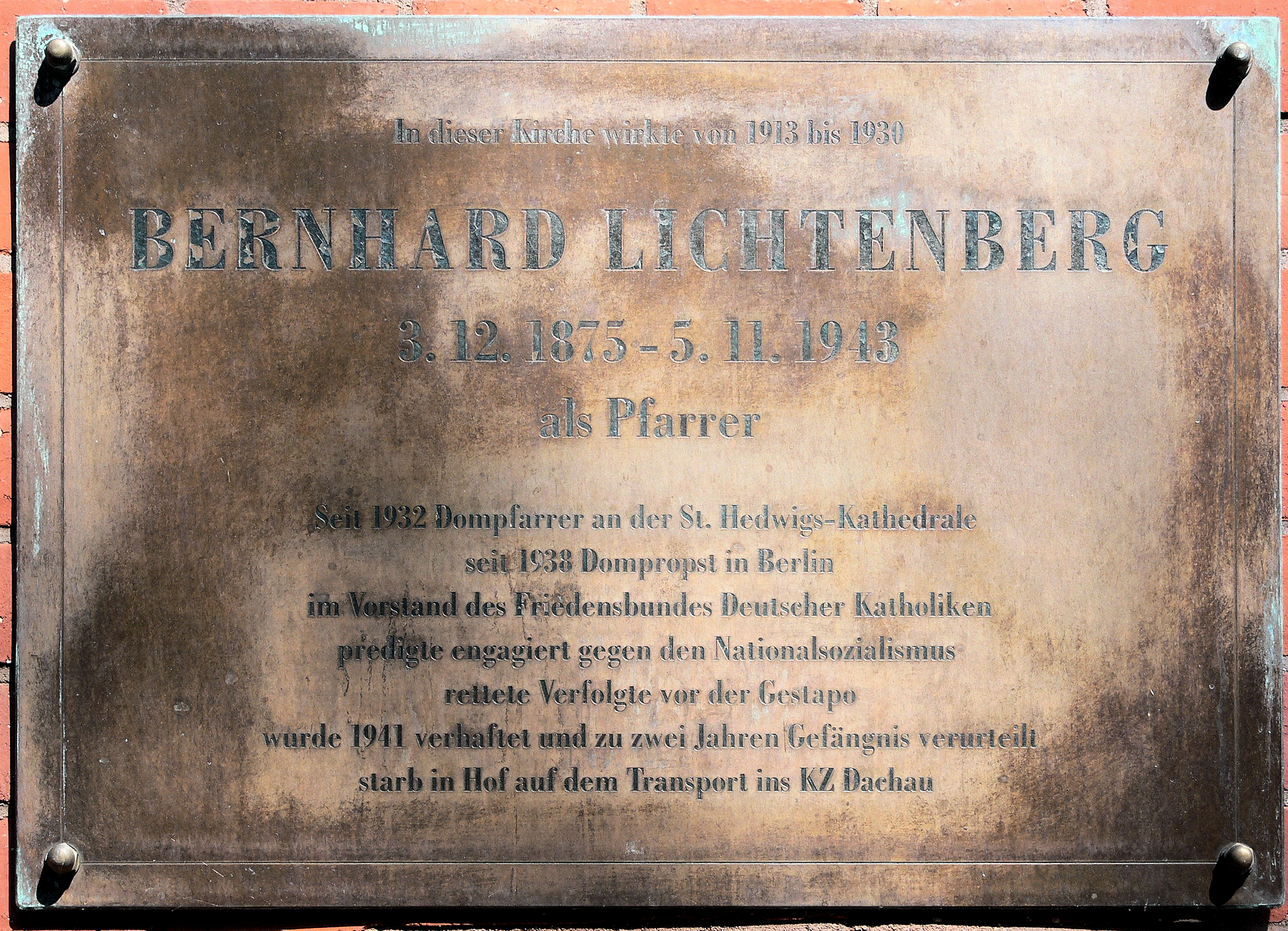
Gedenktafel in Berlin-Charlottenburg
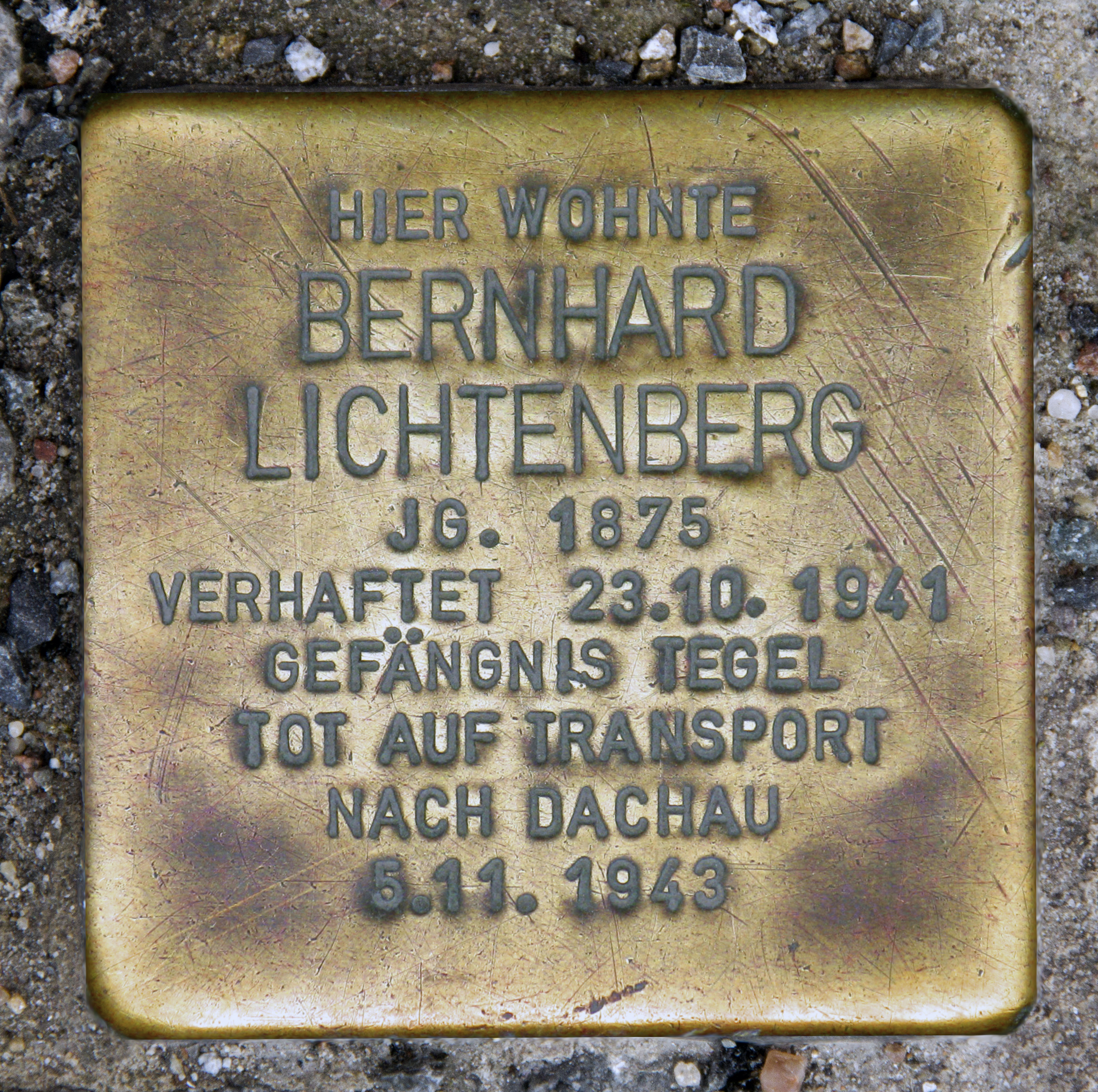
Stolperstein in Berlin-Mitte
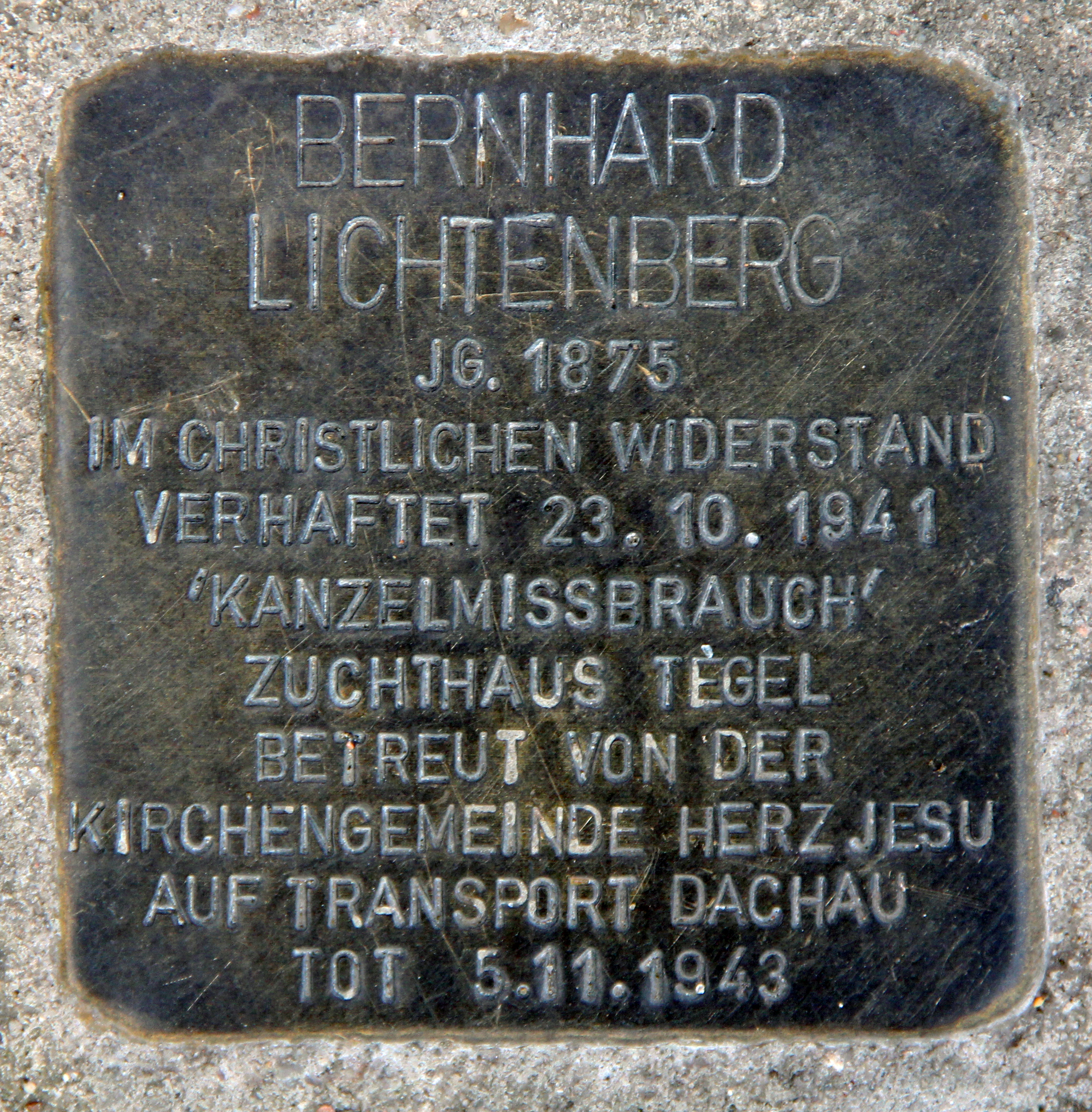
Stolperstein in Berlin-Tegel
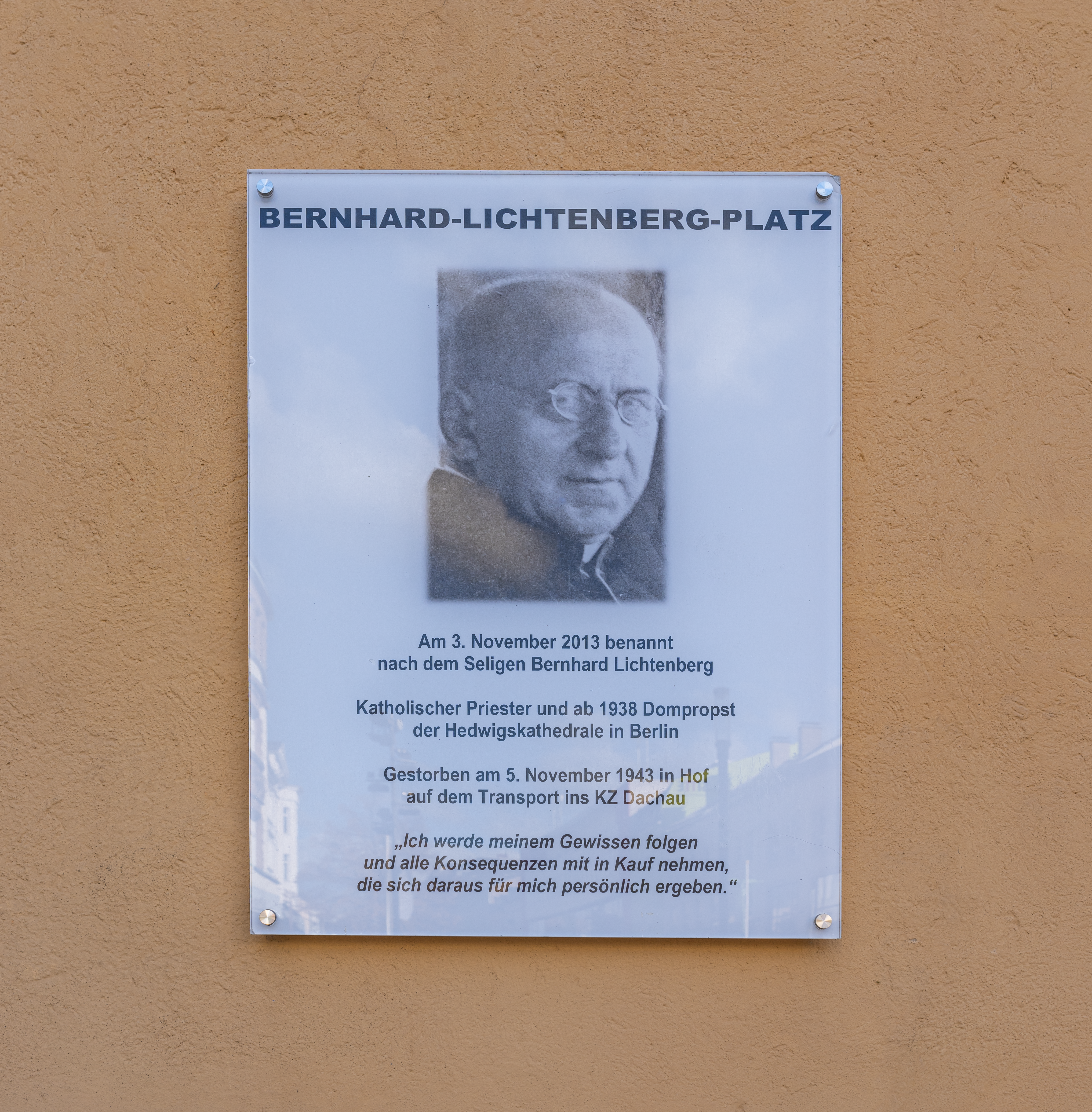
Gedenktafel in seinem Sterbeort an den nach ihm benannten Platz

## Wirkung in der Musik
- Helge Jung: Psalm 59. Mit zwei Meditationen von Bernhard Lichtenberg, Motette für Sopran Solo, gemischten Chor, Orgel und Streichquintett, Berlin 1988. Prolog: Die grüne Saat, Psalm: Errette mich, mein Gott, beschütze mich, Epilog I: Gott ist die Liebe, Epilog II: Wer mich vor den Menschen bekennt. UA: Chor der Hedwigskathedrale Berlin, Leitung: Michael Witt.
- Florian Wilkes (Text und Melodie): Dein Volk die dunklen Zeiten, Choral (SATB), Berlin 1995.
- Josef Steiner (Text): Laßt uns den sel’gen Bernhard loben, Choral, Berlin 1996. Melodie: Loys Bourgeois 1551 (GL Nr. 385). In: Gotteslob, Regionalteil Berlin Nr. 877.
- Ludger Stühlmeyer: Wer glaubt kann widerstehn. Bernhard-Lichtenberg-Kantate für Sprecher, Sologesang, Chor (SATB) und Instrumente, Hof 1999. Uraufführung am 31. Oktober 1999 im ZDF, Konzertchor der Hofer Symphoniker, Leitung: Gottfried Hoffmann.
- Alois Albrecht (Text), Ludger Stühlmeyer (Melodie und Satz): Gepriesen bist du, herrlicher Gott, für Bernhard, den seligen Priester, Choral, Hof 2012.
- Ludger Stühlmeyer: Gerechter unter den Völkern. Vesper zu Ehren des seligen Bernhard Lichtenberg. Mit einer Biografie und Zitaten. Geleitwort von Nuntius Eterovic. Verlag Sankt Michaelsbund, München 2017, ISBN 978-3-943135-90-9.[23]
- Ludger Stühlmeyer: Schaut auf den seligen Bernhard. Arie für Sopran-Solo, Violine und Orgel. Uraufführung anlässlich der Translation einer Reliquie des seligen Bernhard Lichtenberg in die Stadtkirche St. Marien in Hof am 27. Juni 2021.